# Quickborn (Pinneberg)
Quickborn település Németországban, Schleswig-Holstein tartományban. Lakosainak száma 22 339 fő (2023. december 31.). Quickborn Hasloh, Norderstedt, Ellerau és Bilsen községekkel határos.

## Népesség
A település népességének változása:
| Lakosok száma | 16 913 | 20 608 | 21 056 | 21 296 | 22 015 | 22 165 | 22 339 |
|               | 1975   | 2015   | 2017   | 2019   | 2021   | 2022   | 2023   |